# Stefan Svensson (fotbollsspelare)
Bengt Stefan Svensson, född 18 januari 1958, är en svensk tidigare fotbollsspelare (försvarare).
Svensson började sin karriär i IFK Västerås och kom sedan till Djurgårdens IF, som han representerade mellan 1983 och 1986. Sammanlagt spelade han 70 seriematcher (0 mål) för Djurgården. Han spelade även två juniorlandskamper 1975.